# South Kensington
South Kensington is een wijk in het Londense bestuurlijke gebied Kensington & Chelsea, in de regio Groot-Londen.

## Geboren in South Kensington
- Virginia Woolf (1882-1941), schrijfster en feministe
- John Gielgud (1904-2000), toneel- en filmacteur
- Peter Finch (1912-1977), Australisch acteur
- Andrew Lloyd Webber (1948), componist
- Dakota Blue Richards (1994), actrice